# Everton Football Club 2023-2024
Questa voce raccoglie le informazioni riguardanti l'Everton Football Club nelle competizioni ufficiali della stagione 2023-2024.

## Maglie e sponsor
| Casa | Trasferta |

## Rosa
Rosa, numerazione e ruoli, tratti dal sito ufficiale, sono aggiornati al 19 settembre 2023 

In corsivo i calciatori ceduti durante la stagione
| N. |                        | Ruolo | Calciatore            |
| -- | ---------------------- | ----- | --------------------- |
| 1  | Inghilterra (bandiera) | P     | Jordan Pickford       |
| 2  | Scozia (bandiera)      | D     | Nathan Patterson      |
| 5  | Inghilterra (bandiera) | D     | Michael Keane         |
| 6  | Inghilterra (bandiera) | D     | James Tarkowski       |
| 7  | Inghilterra (bandiera) | C     | Dwight McNeil         |
| 8  | Belgio (bandiera)      | C     | Amadou Onana          |
| 9  | Inghilterra (bandiera) | A     | Dominic Calvert-Lewin |
| 10 | Paesi Bassi (bandiera) | A     | Arnaut Danjuma        |
| 11 | Inghilterra (bandiera) | C     | Jack Harrison         |
| 12 | Portogallo (bandiera)  | P     | João Virgínia         |
| 13 | Francia (bandiera)     | A     | Neal Maupay           |
| 14 | Portogallo (bandiera)  | A     | Beto                  |
| 16 | Mali (bandiera)        | C     | Abdoulaye Doucouré    |
| 17 | Nigeria (bandiera)     | A     | Alex Iwobi            |

| N. |                        | Ruolo | Calciatore                |
| -- | ---------------------- | ----- | ------------------------- |
| 18 | Inghilterra (bandiera) | D     | Ashley Young              |
| 19 | Ucraina (bandiera)     | D     | Vitalij Mykolenko         |
| 20 | Inghilterra (bandiera) | C     | Dele Alli                 |
| 21 | Portogallo (bandiera)  | C     | André Gomes               |
| 22 | Inghilterra (bandiera) | D     | Ben Godfrey               |
| 23 | Irlanda (bandiera)     | D     | Séamus Coleman (capitano) |
| 27 | Senegal (bandiera)     | C     | Idrissa Gueye             |
| 28 | Portogallo (bandiera)  | A     | Youssef Chermiti          |
| 31 | Inghilterra (bandiera) | P     | Andrew Lonergan           |
| 32 | Inghilterra (bandiera) | D     | Jarrad Branthwaite        |
| 37 | Inghilterra (bandiera) | C     | James Garner              |
| 47 | Irlanda (bandiera)     | A     | Tom Cannon                |
| 61 | Inghilterra (bandiera) | A     | Lewis Dobbin              |
| 62 | Inghilterra (bandiera) | C     | Tyler Onyango             |

## Calciomercato

### Sessione estiva
| Acquisti         | Acquisti             | Acquisti         | Acquisti                    |
| R.               | Nome                 | da               | Modalità                    |
| ---------------- | -------------------- | ---------------- | --------------------------- |
| A                | Beto                 | Udinese          | definitivo (25 milioni €)   |
| A                | Chermiti             | Sporting Lisbona | definitivo (12,5 milioni €) |
| A                | Arnaut Danjuma       | Villarreal       | prestito (3 milioni €)      |
| D                | Ashley Young         | Aston Villa      | gratuito                    |
| A                | Jack Harrison        | Leeds Utd        | prestito                    |
| Altre operazioni |                      |                  |                             |
| R.               | Nome                 | da               | Modalità                    |
| A                | Moise Kean           | Juventus         | fine prestito               |
| C                | André Gomes          | Lilla            | fine prestito               |
| D                | Jarrad Branthwaite   | Lilla            | fine prestito               |
| D                | Lewis Gibson         | Bristol Rovers   | fine prestito               |
| C                | Dele Alli            | Beşiktaş         | fine prestito               |
| D                | Niels Nkounkou       | Saint-Étienne    | fine prestito               |
| C                | Jean-Philippe Gbamin | Trabzonspor      | fine prestito               |
| P                | João Virgínia        | Cambuur          | fine prestito               |

| Cessioni         | Cessioni             | Cessioni         | Cessioni                   |
| ---------------- | -------------------- | ---------------- | -------------------------- |
| A                | Moise Kean           | Juventus         | definitivo (30 milioni €)  |
| A                | Alex Iwobi           | Fulham           | definitivo (25 milioni €)  |
| A                | Demarai Gray         | Al-Ettifaq       | definitivo (9,3 milioni €) |
| A                | Tom Cannon           | Leicester City   | definitivo (8,8 milioni €) |
| A                | Ellis Simms          | Coventry City    | definitivo (7 milioni €)   |
| D                | Niels Nkounkou       | Saint-Étienne    | definitivo (2 milioni €)   |
| D                | Lewis Gibson         | Plymouth         | gratuito                   |
| D                | Yerry Mina           | Fiorentina       | gratuito                   |
| C                | Tom Davies           | Sheffield Utd    | gratuito                   |
| P                | Asmir Begović        | QPR              | gratuito                   |
| A                | Neal Maupay          | Brentford        | prestito                   |
| D                | Mason Holgate        | Southampton      | prestito                   |
| C                | Jean-Philippe Gbamin |                  | svincolato                 |
| A                | Andros Townsend      |                  | svincolato                 |
| Altre operazioni |                      |                  |                            |
| R.               | Nome                 | a                | Modalità                   |
| D                | Conor Coady          | Wolverhampton    | fine prestito              |
| D                | Rúben Vinagre        | Sporting Lisbona | fine prestito              |

### Sessione invernale
| Acquisti         | Acquisti         | Acquisti         | Acquisti         |
| R.               | Nome             | da               | Modalità         |
| Altre operazioni | Altre operazioni | Altre operazioni | Altre operazioni |
| R.               | Nome             | da               | Modalità         |
| ---------------- | ---------------- | ---------------- | ---------------- |
| D                | Mason Holgate    | Southampton      | fine prestito    |

| Cessioni         | Cessioni         | Cessioni         | Cessioni         |
| R.               | Nome             | a                | Modalità         |
| Altre operazioni | Altre operazioni | Altre operazioni | Altre operazioni |
| R.               | Nome             | da               | Modalità         |
| ---------------- | ---------------- | ---------------- | ---------------- |
| D                | Mason Holgate    | Sheffield Utd    | prestito         |

## Risultati

### Premier League

#### Girone di andata
| Arbitro: | Attwell |

|  |           |          |
|  | Marcatori | 73’ Reid |

| Arbitro: | Taylor |

|                                                 |           |  |
| McGinn 18’ Luiz 24’ (rig.) Bailey 51’ Durán 75’ | Marcatori |  |

| Arbitro: | Pawson |

|  |           |               |
|  | Marcatori | 87’ Kalajdžić |

| Arbitro: | Madley |

|                                  |           |                          |
| Archer 33’ Pickford 45+3’ (aut.) | Marcatori | 14’ Doucouré 55’ Danjuma |

| Arbitro: | Hooper |

|  |           |              |
|  | Marcatori | 69’ Trossard |

| Arbitro: | Oliver |

|            |           |                                             |
| Jensen 28’ | Marcatori | 6’ Doucouré 67’ Tarkowski 71’ Calvert-Lewin |

| Arbitro: | Taylor |

|                   |           |                        |
| Calvert-Lewin 41’ | Marcatori | 24’ Lockyer 31’ Morris |

| Arbitro: | Coote |

|                                     |           |  |
| Garner 8’ Harrison 37’ Doucouré 60’ | Marcatori |  |

| Arbitro: | Pawson |

|                         |           |  |
| Salah 75’ (rig.), 90+7’ | Marcatori |  |

| Arbitro: | Attwell |

|  |           |                   |
|  | Marcatori | 51’ Calvert-Lewin |

| Arbitro: | Robinson |

|              |           |                  |
| Mykolenko 7’ | Marcatori | 84’ (aut.) Young |

| Arbitro: | Barrott |

|                           |           |                                        |
| Eze 5’ (rig.) Édouard 73’ | Marcatori | 1’ Mykolenko 49’ Doucouré 86’ I. Gueye |

| Arbitro: | Brooks |

|  |           |                                            |
|  | Marcatori | 3’ Garnacho 56’ (rig.) Rashford 75’Martial |

| Arbitro: | Tierney |

|  |           |            |
|  | Marcatori | 67’ McNeil |

| Arbitro: | Robinson |

|                                    |           |  |
| McNeil 79’ Doucouré 86’ Beto 90+6’ | Marcatori |  |

| Arbitro: | Oliver |

|                           |           |  |
| Doucouré 54’ Dobbin 90+2’ | Marcatori |  |

| Arbitro: | Taylor |

|  |           |                     |
|  | Marcatori | 19’ Onana 25’ Keane |

| Arbitro: | Attwell |

|                        |           |                 |
| Richarlison 9’ Son 18’ | Marcatori | 82’ André Gomes |

| Arbitro: | Brooks |

|              |           |                                                 |
| Harrison 29’ | Marcatori | 53’ Foden 64’ (rig.) Álvarez 86’ Bernardo Silva |

#### Girone di ritorno
| Arbitro: | Bramall |

|                                 |           |  |
| Kilman 25’ Cunha 53’ Dawson 61’ | Marcatori |  |

| Liverpool 14 gennaio 2024, ore 14:00 CET 21ª giornata | Everton | 0 – 0 referto | Aston Villa | Goodison Park (39 284 spett.)\| Arbitro: \| Coote \| |
| Arbitro:                                              | Coote   |               |             |                                                      |

| Hammersmith e Fulham 30 gennaio 2024, ore 19:45 WET 22ª giornata | Fulham  | 0 – 0 referto | Everton | Craven Cottage (24 376 spett.)\| Arbitro: \| Bramall \| |
| Arbitro:                                                         | Bramall |               |         |                                                         |

| Arbitro: | Oliver |

|                                |           |                     |
| Harrison 30’ Branthwaite 90+4’ | Marcatori | 4’, 41’ Richarlison |

| Arbitro: | Brooks |

|                  |           |  |
| Haaland 71’, 85’ | Marcatori |  |

| Arbitro: | Tierney |

|           |           |             |
| Onana 84’ | Marcatori | 66’ J. Ayew |

| Arbitro: | Harrington |

|            |           |                 |
| Dunk 90+5’ | Marcatori | 73’ Branthwaite |

| Arbitro: | Pawson |

|          |           |                                         |
| Beto 56’ | Marcatori | 62’ Zouma 90+1’ Souček 90+5’ E. Álvarez |

| Arbitro: | Hooper |

|                                          |           |  |
| Fernandes 12’ (rig.) Rashford 36’ (rig.) | Marcatori |  |

| Arbitro: | A. Madley |

|                                   |           |  |
| Branthwaite 27’ Calvert-Lewin 58’ | Marcatori |  |

| Arbitro: | Barrott |

|                                  |           |          |
| Solanke 64’ Coleman 90+1’ (aut.) | Marcatori | 87’ Beto |

| Arbitro: | Harrington |

|          |           |                          |
| Isak 15’ | Marcatori | 88’ (rig.) Calvert-Lewin |

| Arbitro: | Oliver |

|                     |           |  |
| Calvert-Lewin 45+2’ | Marcatori |  |

| Arbitro: | Tierney |

|                                                              |           |  |
| Palmer 13’, 18’, 29’, 64’ (rig.) Jackson 44’ Gilchrist 90+1’ | Marcatori |  |

| Arbitro: | Taylor |

|                         |           |  |
| I. Gueye 29’ McNeil 76’ | Marcatori |  |

| Arbitro: | England |

|              |           |  |
| I. Gueye 60’ | Marcatori |  |

| Arbitro: | T. Robinson |

|             |           |                   |
| Adebayo 31’ | Marcatori | 24’ Calvert-Lewin |

| Arbitro: | Attwell |

|              |           |  |
| Doucouré 31’ | Marcatori |  |

| Arbitro: | Oliver |

|                          |           |              |
| Tomiyasu 43’ Havertz 89’ | Marcatori | 40’ I. Gueye |

### FA Cup

#### Terzo turno
| Londra 4 gennaio 2024, ore 20:00 WET Terzo turno | Crystal Palace | 0 – 0 referto | Everton | Selhurst Park (24 489 spett.)\| Arbitro: \| Kavanagh \| |
| Arbitro:                                         | Kavanagh       |               |         |                                                         |

| Arbitro: | Harrington |

|                 |           |  |
| André Gomes 42’ | Marcatori |  |

#### Quarto turno
| Arbitro: | Hooper |

|              |           |                                    |
| Harrison 55’ | Marcatori | 39’ (aut.) Mykolenko 90+6’ Woodrow |

### EFL Cup
| Arbitro: | Tom Reeves |

|              |           |                      |
| Ironside 44’ | Marcatori | 73’ Beto 88’ Danjuma |

| Arbitro: | Harrington |

|            |           |                              |
| Kamara 83’ | Marcatori | 15’ Garner 50’ Calvert-Lewin |

| Arbitro: | Salisbury |

|                                     |           |  |
| Tarkowski 13’ Onana 53’ Young 90+2’ | Marcatori |  |

| Arbitro: | Scott |

|                                                        |                      |                                                                 |
| Beto 82’                                               | Marcatori            | 41’ (aut.) Keane                                                |
| Beto McNeil Keane Danjuma Onana Tarkowski Garner Gueye | Tiri di rigore 6 – 7 | Pereira Cairney Palhinha Reid Vinícius Tete Robinson Adarabioyo |

## Statistiche finali

### Statistiche di squadra
| Competizione   | Punti   | In casa | In casa | In casa | In casa | In casa | In casa | In trasferta | In trasferta | In trasferta | In trasferta | In trasferta | In trasferta | Totale | Totale | Totale | Totale | Totale | Totale | DR  |
| Competizione   | Punti   | G       | V       | N       | P       | Gf      | Gs      | G            | V            | N            | P            | Gf           | Gs           | G      | V      | N      | P      | Gf     | Gs     | DR  |
| -------------- | ------- | ------- | ------- | ------- | ------- | ------- | ------- | ------------ | ------------ | ------------ | ------------ | ------------ | ------------ | ------ | ------ | ------ | ------ | ------ | ------ | --- |
| Premier League | 40 (-8) | 19      | 8       | 4       | 7       | 22      | 18      | 19           | 5            | 5            | 9            | 18           | 33           | 38     | 13     | 9      | 16     | 40     | 51     | -11 |
| FA Cup         |         | 2       | 1       | 0       | 1       | 2       | 2       | 1            | 0            | 1            | 0            | 0            | 0            | 3      | 1      | 1      | 1      | 2      | 2      | 0   |
| League Cup     |         | 2       | 1       | 1       | 0       | 4       | 1       | 2            | 2            | 0            | 0            | 4            | 2            | 4      | 3      | 1      | 0      | 8      | 3      | +5  |
| Totale         | -       | 23      | 10      | 5       | 8       | 28      | 21      | 22           | 7            | 6            | 9            | 22           | 35           | 45     | 17     | 11     | 17     | 50     | 56     | -6  |

### Andamento in campionato
| Giornata  | 1  | 2  | 3  | 4  | 5  | 6  | 7  | 8  | 9  | 10 | 11 | 12 | 13 | 14 | 15 | 16 | 17 | 18 | 19 | 20 | 21 | 22 | 23 | 24 | 25 | 26 | 27 | 28 | 29 | 30 | 31 | 32 | 33 | 34 | 35 | 36 | 37 | 38 |
| --------- | -- | -- | -- | -- | -- | -- | -- | -- | -- | -- | -- | -- | -- | -- | -- | -- | -- | -- | -- | -- | -- | -- | -- | -- | -- | -- | -- | -- | -- | -- | -- | -- | -- | -- | -- | -- | -- | -- |
| Luogo     | C  | T  | C  | T  | C  | T  | C  | C  | T  | T  | C  | T  | C  | T  | C  | C  | T  | T  | C  | T  | C  | T  | C  | T  | C  | T  | C  | T  | C  | T  | T  | C  | T  | C  | C  | T  | C  | T  |
| Risultato | P  | P  | P  | N  | P  | V  | P  | V  | P  | V  | N  | V  | P  | V  | V  | V  | V  | P  | P  | P  | N  | N  | N  | P  | N  | N  | P  | P  | V  | P  | N  | V  | P  | V  | V  | N  | V  | P  |
| Posizione | 15 | 20 | 20 | 18 | 18 | 15 | 16 | 16 | 16 | 15 | 16 | 14 | 19 | 18 | 17 | 17 | 16 | 16 | 17 | 17 | 17 | 18 | 18 | 18 | 17 | 15 | 16 | 16 | 15 | 16 | 16 | 15 | 16 | 16 | 15 | 15 | 15 | 15 |

Legenda:

Luogo: C = Casa; T = Trasferta. Risultato: V = Vittoria; N = Pareggio; P = Sconfitta.

### Statistiche dei giocatori
Sono in corsivo i calciatori che hanno lasciato la società a stagione in corso.
| Giocatore        | Premier League | Premier League | Premier League | Premier League | FA Cup   | FA Cup | FA Cup      | FA Cup     | League Cup | League Cup | League Cup  | League Cup | Totale   | Totale | Totale      | Totale     |
| Giocatore        | Presenze       | Reti           | Ammonizioni    | Espulsioni     | Presenze | Reti   | Ammonizioni | Espulsioni | Presenze   | Reti       | Ammonizioni | Espulsioni | Presenze | Reti   | Ammonizioni | Espulsioni |
| ---------------- | -------------- | -------------- | -------------- | -------------- | -------- | ------ | ----------- | ---------- | ---------- | ---------- | ----------- | ---------- | -------- | ------ | ----------- | ---------- |
| Beto             | 30             | 3              | 2              | 0              | 3        | 0      | 0           | 0          | 4          | 2          | 0           | 0          | 37       | 5      | 2           | 0          |
| J. Branthwaite   | 35             | 3              | 8              | 0              | 3        | 0      | 0           | 0          | 3          | 0          | 0           | 0          | 41       | 3      | 8           | 0          |
| D. Calvert-Lewin | 32             | 7              | 2              | 0              | 3        | 0      | 1           | 1          | 3          | 1          | 0           | 0          | 38       | 8      | 3           | 1          |
| T. Cannon        | 1              | 0              | 0              | 0              | 0        | 0      | 0           | 0          | 0          | 0          | 0           | 0          | 1        | 0      | 0           | 0          |
| Chermiti         | 18             | 0              | 3              | 0              | 1        | 0      | 1           | 0          | 1          | 0          | 0           | 0          | 20       | 0      | 4           | 0          |
| S. Coleman       | 12             | 0              | 0              | 0              | 1        | 0      | 0           | 0          | 0          | 0          | 0           | 0          | 13       | 0      | 0           | 0          |
| A. Danjuma       | 14             | 1              | 0              | 0              | 2        | 0      | 0           | 0          | 4          | 1          | 0           | 0          | 20       | 2      | 0           | 0          |
| L. Dobbin        | 12             | 1              | 1              | 0              | 1        | 0      | 0           | 0          | 2          | 0          | 0           | 0          | 15       | 1      | 1           | 0          |
| A. Doucouré      | 32             | 7              | 7              | 0              | 0        | 0      | 0           | 0          | 3          | 0          | 0           | 0          | 35       | 7      | 7           | 0          |
| J. Garner        | 37             | 1              | 7              | 0              | 3        | 0      | 0           | 0          | 4          | 1          | 0           | 0          | 44       | 2      | 7           | 0          |
| B. Godfrey       | 15             | 0              | 2              | 0              | 0        | 0      | 0           | 0          | 1          | 0          | 0           | 0          | 16       | 0      | 2           | 0          |
| A. Gomes         | 12             | 1              | 4              | 0              | 2        | 1      | 0           | 0          | 0          | 0          | 0           | 0          | 14       | 2      | 4           | 0          |
| I. Gueye         | 25             | 4              | 8              | 0              | 0        | 0      | 0           | 0          | 4          | 0          | 0           | 0          | 29       | 4      | 8           | 0          |
| J. Harrison      | 29             | 3              | 1              | 0              | 3        | 1      | 1           | 0          | 3          | 0          | 0           | 0          | 35       | 4      | 2           | 0          |
| A. Iwobi         | 2              | 0              | 0              | 0              | 0        | 0      | 0           | 0          | 0          | 0          | 0           | 0          | 2        | 0      | 0           | 0          |
| M. Keane         | 9              | 1              | 2              | 0              | 0        | 0      | 0           | 0          | 3          | 0          | 1           | 0          | 12       | 1      | 3           | 0          |
| N. Maupay        | 2              | 0              | 0              | 0              | 0        | 0      | 0           | 0          | 1          | 0          | 0           | 0          | 3        | 0      | 0           | 0          |
| D. McNeil        | 35             | 3              | 2              | 0              | 3        | 0      | 0           | 0          | 3          | 0          | 1           | 0          | 41       | 3      | 3           | 0          |
| V. Mykolenko     | 28             | 2              | 1              | 0              | 3        | 0      | 0           | 0          | 3          | 0          | 0           | 0          | 34       | 2      | 1           | 0          |
| A. Onana         | 30             | 2              | 5              | 0              | 3        | 0      | 0           | 0          | 4          | 1          | 0           | 0          | 37       | 3      | 5           | 0          |
| T. Oyango        | 1              | 0              | 0              | 0              | 0        | 0      | 0           | 0          | 0          | 0          | 0           | 0          | 1        | 0      | 0           | 0          |
| N. Patterson     | 20             | 0              | 4              | 0              | 2        | 0      | 0           | 0          | 4          | 0          | 2           | 0          | 26       | 0      | 6           | 0          |
| J. Pickford      | 38             | -42            | 5              | 0              | 0        | 0      | 0           | 0          | 4          | -3         | 0           | 0          | 42       | -45    | 5           | 0          |
| J. Tarkowski     | 38             | 1              | 10             | 0              | 3        | 0      | 0           | 0          | 4          | 1          | 1           | 0          | 45       | 2      | 11          | 0          |
| J. Virgínia      | 0              | -0             | 0              | 0              | 3        | -2     | 1           | 0          | 0          | -0         | 0           | 0          | 3        | -2     | 1           | 0          |
| A. Young         | 31             | 0              | 5              | 1              | 0        | 0      | 0           | 0          | 3          | 1          | 0           | 0          | 34       | 1      | 5           | 1          |
| L. Warrington    | 1              | 0              | 0              | 0              | 0        | 0      | 0           | 0          | 0          | 0          | 0           | 0          | 1        | 0      | 0           | 0          |